# 시킴주의 기
시킴주는 현재 공식적인 기가 없으나 시킴 왕국(1642년 ~ 1975년) 시대에는 공식적인 국기가 있었다.

## 시킴 왕국의 국기
시킴 왕국 시대의 국기에는 불교에서 기도를 할 때에 사용되는 바퀴인 코를로가 그려져 있으며 가운데에 삼태극 무늬가 그려져 있다. 시킴 왕국의 국기는 1877년에 제정되었으며 인도가 시킴 왕국을 병합하여 군주제가 폐지된 1975년까지 사용되었다.

시킴 왕국의 국기
시킴 왕국의 국기 (1967년-1975년)
시킴 왕국의 국기 (1914년-1962년)
시킴 왕국의 국기 (1877년-1914년, 1962년-1967년)
시킴 왕국의 왕실기 (1877년-1975년)

## 시킴주의 기
시킴주 정부에서는 하얀색 바탕에 시킴주의 문장이 그려진 기를 사용한다.

시킴주의 기

## 같이 보기
- 시킴주의 문장
- 인도의 국기